# Novembertraktaten
Novembertraktaten var ett fördrag som den 21 november 1855 slöts i Stockholm mellan Sverige-Norge samt Frankrike och Storbritannien. Bakgrunden till fördraget var den så kallade Varangerfrågan, som avsågs samernas rätt att vandra i gränsområdena mellan Sverige och Ryssland. 

## Bakgrund
Det vänskapliga förhållandet mellan Sverige och Ryssland, som grundlagts i Åbo 1812 genom tsar Alexander och kronprinsen Karl Johan, hade i stort sett bibehållit sig under den senares hela regeringstid. Men under hans efterföljare Oskar I uppväcktes från ryskt håll tvister om den gamla ömsesidiga rättigheten för samer från Norge och Finland till vandring och bete i det andra landet.
De norska och finska samerna hade av ålder haft rätt att utsträcka sina vandringar med renarna även över grannlandets fjällbeten. Men på finsk sida började man redan på 1830-talet klaga över att de norska renarna gjorde ohägn i Finland, och att de finska samerna blev trakasserade i Norge, i synnerhet i fråga om fisket i Varangerfjorden. Det blev långvariga och fruktlösa underhandlingar och notväxlingar med hot om gränsspärrning från rysk sida. År 1851 kom ryska regeringen med ett formligt ultimatum som gick ut på att inte endast samerna utan alla ryska undersåtar i de nordligaste finska socknarna skulle få rätt att driva fiske i de norska fjordarna och havet utanför. För detta ändamål borde de få sig anvisat ett större område vid Varangerfjorden, där de skulle få uppföra bostäder och sjöbodar. Om dessa krav inte godkändes av Norges regering, skulle Ryssland spärra sina gränser för de norska samerna.

## Gränsen stängs
Från svenskt-norskt håll såg man detta som ett oacceptabelt krav på att en främmande makt skulle få bygga en koloni inom Norges egna gränser. Man misstänkte större och betydligt planer. Hade man väl fått en rysk koloni på norsk mark, så kunde det lätt etableras tvister mellan norrmännen och finska samer med åtföljande förvecklingar. Nästa steg kunde bli ryskt ingripande till skydd för ryska undersåtar. Det kunde resultera i både fästningar och en rysk flottstation vid Varangerfjorden, befarade man. Men alla försök att vidare diskutera frågan med den ryska regeringen avvisades mycket snävt, och på hösten 1852 spärrades gränsen av tsar Nikolaj för de norska samerna. Varangerfrågan trängdes sedan i skuggan på grund av den uppväxande orientaliska krisen, som ledde till Krimkriget.
Krimkriget medförde ett livligt intresse från västmakternas sida att dra Sverige-Norge till sig, varvid Frankrike väsentligen leddes av önskan att snabbt avsluta kriget, medan Storbritannien mer allmänt avsåg att varaktigt försvaga Rysslands makt i Östersjön och att förekomma dess utvidgningstendenser åt Norra ishavets kust. Ryssland ville – särskilt under den holsteinska krisen efter 1848 – ha inflytande över Sveriges utrikespolitik. Tsaren var också missnöjd med den svenska neutralitetsförklaringen av december 1853. Oscar I såg sig därför böjd att söka stöd på annat håll, ett beslut som också påverkats av liberalernas skarpa kritik av 1812 års politik. 
Västmakternas alliansanbud 1854 accepterade Oscar I endast under bestämda villkor, främst att Österrike skulle komma att aktivt inträda i kriget. Då det under förra hälften av 1855 blev fullt klart att denna förutsättning inte skulle uppfyllas, erbjöd i juli 1855 Storbritannien och Frankrike Oscar I att dessa makter skulle garantera skydd mot ryska utvidgningsplaner mot norska Finnmarken. 

## Fördraget
Förebild torde ha varit västmakternas fördrag med Österrike i december 1854 om Italiens integritet; vinsten var att det ryska inflytandet i Norden hejdades och att Sverige-Norge åtminstone skenbart anslöt sig till koalitionen mot Ryssland. Oscar I, som vid denna tidpunkt var övertygad att kriget skulle komma att fortsättas energiskt, mottog anbudet med tillfredsställelse, men begärde att fördraget skulle garantera hela Sverige-Norges integritet gentemot Ryssland. På denna basis undertecknades fördraget å Frankrikes och Storbritanniens vägnar av dessa makters sändebud i Stockholm, Victor Lobstein och Arthur Magenis, å Sverige-Norges av utrikesstatsministern friherre Gustaf Algernon Stierneld. 
I samma fördrag förband Sverige-Norge sig att inte till Ryssland avstå någon del av sina länders områden, inte heller medge betes-, fiske- eller annan dylik rätt utmed svensk-norska kusten. Ryska förslag i sådan syftning skulle genast kommuniceras med Frankrike och Storbritannien, vilka då till lands och sjöss skulle bistå Sverige-Norge med tillräckliga stridskrafter för att kunna avvisa alla dylika anspråk; dessa stridskrafters storlek skulle casu eveniente bestämmas genom särskilt avtal. I noter av samma datum förklarade Storbritanniens och Frankrikes underhandlare att de till Sveriges disposition eventuellt ställda stridskrafterna skulle underhållas av de hjälpsändande makterna.
Traktaten uppfattades allmänt som ett tecken till Sverige-Norges snart förestående direkta anslutning till Rysslands fiender. Trots sina långt drivna fredsförberedelser lät kejsar Napoleon III sin general François Certain Canrobert, diskutera med Oscar I om vidsträckta krigsoperationer i Östersjön för 1856. Generalen vistades i Stockholm strax före traktatens undertecknande, men deltog inte i underhandlingarna.
Under dessa omständigheter skyndade Ryssland att definitivt antaga västmakternas fredspropositioner (januari 1856), varpå Pariskongressen sammanträdde. Ratifikationerna utväxlades 17 december 1855. Avsikten om politisk samverkan mellan Sverige-Norge och västmakterna tillintetgjordes snart genom inträdande förändringar i dessa makters politik. Formellt ägde emellertid traktaten fortfarande bestånd, tills den för Norges del ersattes genom den nya norska integritetstraktaten av november 1907, medan den för Sveriges räkning förklarades upphävd genom en i samband med Nordsjö- och Östersjödeklarationernas avgivande 23 april 1908 i Stockholm undertecknad akt.